# 西沥水库
西沥水库，也作西丽水库，西丽湖。是深圳市南山区西丽街道大沙河上游的中型水库，于1959年12月动工兴建，1960年3月主体竣工。水库集水面积29平方千米，总库容3239万立方米。主坝为均质土坝，最大坝高21.67米，坝顶长486米，坝顶宽7米。1981年，西沥水库率先向香港招商局集团蛇口工业区供水，年供水量730万立方米。为稳定供水，又将长岭皮水库（小型）纳入西沥水库统一管理，年补给西沥水库600多万立方米。2002年，西沥水库又称为东江水源工程的交水点和重要调节水库。

## 历史
1959年西丽水库始建时,由附近的“水源三村”村民出工参与建设。“水源三村”位于阳台山下、西丽水库北面，指大磡村、麻磡村和白芒村这三个村落。水库建成初期为小型农灌水库，兼顾防洪、发电等用途。1960年5月建成。
1983年春节，廖承志前来视察并题词“西丽湖”，西丽水库由此得今名。
深圳经济特区建立后，该水库改为深圳市的水源水库，是兼具城市供水、原水调蓄和城市防洪功能的中型水库。
目前，水库供水范围包括南山区和宝安区。2011年，西丽水库被水利部列为全国重要饮水水源地之一，同时，它也是东江水源工程的交水点和深圳中西部的转输水枢组工程，铁岗水库的供水源头。